# Panzerkampfwagen VI B Tiger II
Panzerkampfwagen VI Ausf. B Tiger II (Sd.Kfz.182), pot. Königstiger – niemiecki czołg ciężki, największy i najcięższy czołg II wojny światowej użyty w walce.
Urząd Uzbrojenia Wojsk Lądowych we wrześniu 1943 roku rozpisał przetarg na czołg ciężki, który miałby zająć miejsce wozu PzKpfw. VI Tiger. Do przetargu stanęły dwie firmy: Henschel i Porsche. Projekty różniły się kształtem i grubością pancerza wieży. Przetarg wygrał Henschel i pierwsze prototypy wyprodukowano w ostatnim kwartale 1943 roku, produkcja seryjna w zakładach Henschla rozpoczęła się w styczniu 1944. Wczesne wersje miały wieże przez wielu błędnie zwane wersją „Porsche” (Krupp zaprojektował obydwie wieże). Ponieważ alianci wzmogli bombardowania miasta Kassel, w którym znajdowała się fabryka Henschla, wyprodukowano tylko 487 czołgów. Był to ostatni niemiecki czołg, produkowany seryjnie podczas II wojny światowej. Problemy produkcyjne były związane z licznymi atakami lotnictwa alianckiego oraz pośpieszną produkcją. Do jednostek Tygrysy II trafiały od lutego 1944.
Potocznie wobec tego czołgu stosowano określenie Königstiger, co w języku niemieckim w kontekście zoologicznym odnosi się do „tygrysa bengalskiego”. Powszechnie przyjęło się jednak dosłowne tłumaczenie tej nazwy jako „Tygrys Królewski” (ang. Royal Tiger, King Tiger, ros. Korolewskij Tigr).

## Historia
Doświadczenia wyniesione z walk na froncie wschodnim udowadniały, że przewagę uzyskiwała ta strona, która dysponowała potężniejszym działem. W związku z tym na uzbrojenie nowego czołgu wybrano skonstruowaną w 1941 roku na bazie armaty przeciwlotniczej Flak 41 armatę czołgową 8,8 cm KwK 43 L/71 kalibru 88 mm firmy Friedrich Krupp AG z Essen. Na początku 1942 roku do prac nad nowym czołgiem przystąpiły firmy Nibelungen Werke (Ferdinand Porsche) i Henschel. W sierpniu 1942 wydział Urzędu Uzbrojenia zajmujący się sprzętem pancernym wydał rozkaz, aby nowy czołg był w znacznym stopniu zunifikowany z czołgiem średnim PzKpfw V Panther, m.in. zlecono zastosowanie tego samego silnika typu Maybach HL230 P30 o mocy 700 KM.
Profesor Ferdinand Porsche przedstawił projekt czołgu VK 4502 (P). Zastosowano w nim kombinowany napęd spalinowo-elektryczny, w skład którego wchodziły 2 silniki gaźnikowe Simmering-Graz-Pauker o mocy 200 KM oraz zawieszenie na wzdłużnych wałkach skrętnych. Ten projekt nie uzyskał jednak uznania w oczach Urzędu Uzbrojenia. Uznano, że pojazd Porschego będzie podatny na usterki układu napędowego, zbyt kosztowny materiałowo i trudny w eksploatacji.
Zwyciężył więc prototyp VK 4503 (H) firmy Henschel. Na początku 1943 roku zakłady otrzymały zamówienie na wykonanie trzech prototypów. Uwieńczeniem prac konstrukcyjnych przebiegających pod kierownictwem inż. Erwina Adersa była prezentacja prototypu Adolfowi Hitlerowi 20 października 1943 roku. Od stycznia następnego roku rozpoczęto produkcję seryjną. Zewnętrznie nowy czołg bardzo przypominał powiększone rozwinięcie czołgu PzKpfw V Panther (po zbadaniu zdobycznych czołgów Tiger II Rosjanie doszli do wniosku, że jest on nową wersją czołgu Panther, z ulepszonym opancerzeniem i uzbrojeniem). Tak jak w Panterze, wszystkie powierzchnie kadłuba narażone na ostrzał nie tylko miały znaczną grubość (np. pancerz przedni miał grubość 150 mm), ale zostały odchylone od pionu: przednia, górna i dolna aż o 50°, boczne i górne o 25°, zaś tylna o 30°. Jednak wymóg zamontowania potężnej armaty 8,8 cm KwK 43 L/71 oraz umieszczenia części zasobników amunicyjnych w wieży spowodowało powiększenie wymiarów bocznych płyt wieży. Dlatego też powierzchnie wieży odchylono od pionu, a także wygięto na kształt łuku, aby zwiększyć prawdopodobieństwo rykoszetowania pocisków.

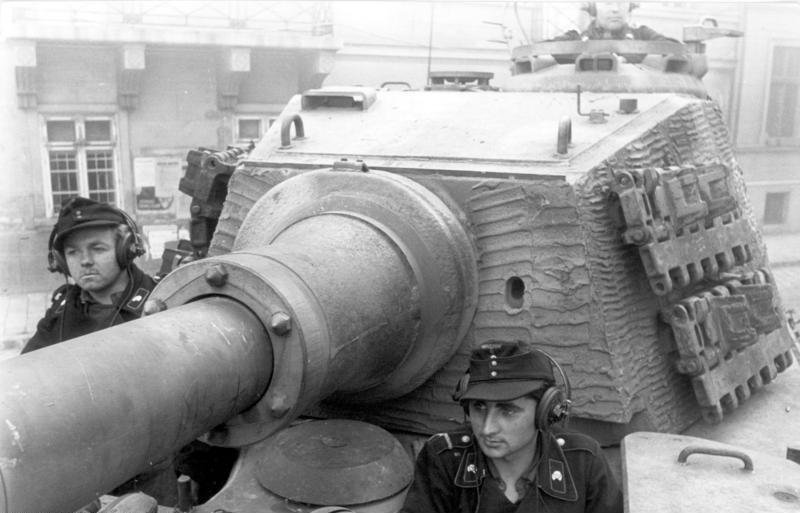
Wieża seryjna, zwana wersją „Henschel”(Tiger II H).
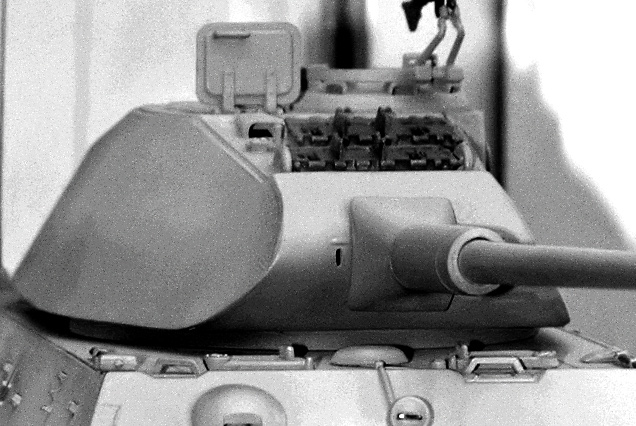
Wczesna wieża Tygrysa II, zwana wersją „Porsche”(Tiger II P).

Pierwszymi pododdziałami, które otrzymały nowe czołgi, były pierwsze kompanie 503. Batalionu Czołgów Ciężkich oraz 101. Batalionu Czołgów Ciężkich SS. Debiut bojowy tych czołgów, podobnie jak wcześniej Panter, był niezbyt udany. Pierwsze straty poniesiono już w połowie lipca 1944 w Normandii (3 czołgi). Pierwszą jednostką całkowicie wyposażoną w nowe czołgi był 501. Batalion Czołgów Ciężkich. Mimo to połowa z nich cierpiała na usterki „okresu dojrzewania”. Wobec tego batalion dozbrojono czołgami PzKpfw IV i wysłano na front wschodni. Jednak i inne czołgi nie były wolne od usterek, tylko podczas 10-kilometrowego przemarszu z miejsca do dowództwa 16. Dywizji Pancernej, do której został przydzielony batalion stanęło 10 Tygrysów. Ponadto saperzy musieli wzmacniać mosty, aby ponad 70-tonowe czołgi mogły po nich bezpiecznie przejechać. W wyniku kolejnych usterek 11 sierpnia 1944 batalion miał sprawnych tylko 11 czołgów. Pierwsze użycie bojowe czołgów miało miejsce 12 sierpnia 1944 r., gdy batalion wspierał uderzenie 16. DPanc na Staszów w rejonie radzieckiego przyczółka baranowsko-sandomierskiego na Wiśle pod Sandomierzem. Niemieckie czołgi napotkały zamaskowane działa przeciwpancerne i czołgi w zasadzce przy wsi Oględów koło Staszowa. Atak zakończył się całkowitą klęską, zniszczeniu uległa większość atakujących czołgów (kilka w wyniku trafienia w wieże, co spowodowało eksplozje znajdującej się tam amunicji). Utracono co najmniej trzy zniszczone i trzy porzucone Tigery II. Walki toczyły się również w dniach następnych. W ich wyniku batalion stracił łącznie 14 czołgów Tiger II.
Trzy zdobyte Tygrysy B zostały przez Rosjan poddane we wrześniu 1944 rozległym testom. Uznano, że głównym niedostatkiem jest za duża masa, powodująca niską manewrowość i podatność na uszkodzenia, ponadto czołg ma wady konstrukcyjne, głównie w układzie napędowym, a silnik jest przeciążony. Stwierdzono, że jakość pancerza czołgów Tiger II znacznie pogorszyła się w stosunku do czołgów Panther i Tiger z początku ich produkcji – związane to było ze zmianą składu stali, z której wykonano pancerz czołgu (zamiast molibdenu, którego źródła pozyskiwania Niemcy już stracili, użyto wanadu). Okazało się nawet, że po uderzeniu 3–4 pocisków, w pancerzu, mimo braku przebicia, ukazały się wyraźne pęknięcia i odpryski, także od wewnątrz (te były szczególnie niebezpieczne dla załogi). Podczas prób ostrzału stwierdzono, że układ jezdny jest wrażliwy na ostrzał armat wszystkich kalibrów, a burty na ostrzał pociskami podkalibrowymi armat kalibru 45–76 mm z odległości 400–800 m oraz pociskami przeciwpancernymi kalibru 57–85 mm (z wyjątkiem radzieckich armat 76 mm) z 700–1200 m. Przedni pancerz czołgu był przebijany pociskami kalibrów 100, 122 i 152 mm z odległości 1000–1500 m. Jeden ze zdobytych w czasie tej walki czołgów, z numerem bocznym 502, znajduje się w Muzeum Czołgów w Kubince pod Moskwą.
Nowe Tygrysy zostały użyte w większej liczbie podczas ostatniej akcji ofensywnej Niemiec podczas II wojny światowej – bitwy w Ardenach w grudniu 1944 roku. Hitler liczył, że skoncentrowany atak silnie uzbrojonych czołgów zapewni przytłaczającą przewagę na polu bitwy i pozwoli zniwelować przewagę liczebną wroga (tego typu taktyka była podstawą niemieckiego blitzkriegu). Jednak decyzja Hitlera była błędna, olbrzymie czołgi blokowały wąskie, kręte leśne drogi i nie były w stanie swą szybkością stworzyć „pancernej pięści”, która przebiłaby się przez linie wroga, niszcząc działa i umocnione pozycje wroga, pozostawiając zaskoczonych obrońców podążającej za czołgami piechocie. Alianci starali się bowiem ograniczyć możliwość konfrontacji swoich niezwykle cennych oddziałów pancernych z potężnymi Tygrysami i Panterami. Dlatego też kluczową rolę podczas walk w Ardenach odgrywała piechota, która dokonywała zasadzek przy pomocy min przeciwczołgowych, a następnie unieruchomione czołgi były atakowane z flank przez żołnierzy uzbrojonych w bazooki i niszczone.

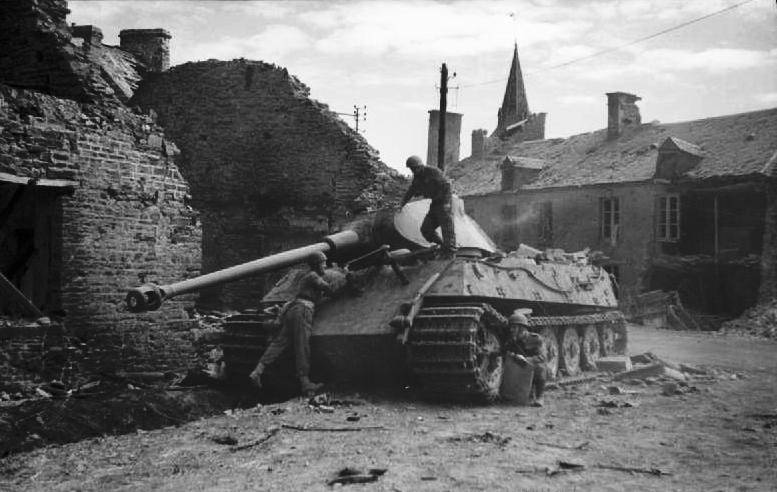
Tygrys II zniszczony przez Brytyjczyków w Normandii (operacja Overlord)

Gdy walki w Ardenach dobiegły końca, Amerykanie zabrali zdobyte Tygrysy II na testy do USA. Ich wynik był dość zaskakujący, alianci nie mogli bowiem pojąć, co kierowało twórcami tych kolosów. Königstiger był bardzo duży i ciężki, co w znacznym stopniu zmniejszało jego mobilność, dodatkowym problemem był jego zawodny silnik, który nie zapewniał wystarczających osiągów oraz spalał ogromne ilości paliwa, którego Niemcy mieli już niewiele. Pancerz przedni czołgu o grubości 150 mm (górna płyta) oraz 180 mm na wieży, był wówczas nie do przebicia dla żadnego alianckiego działa, nawet z bardzo małej odległości (wyjątkiem było brytyjskie działo 17-funtowe, przebijające pancerz o grubości 192 mm z odległości 1000 m, oraz eksperymentalne amerykańskie działo T15E1). Dodatkowym plusem było nachylenie pancerza, co utrudniało jego przebicie.
Amerykański departament obronny przebadawszy zdobyczny model czołgu Tiger II, wygłosił śmiałą konkluzję na jego temat. Otóż, zdaniem amerykańskiego dowództwa, pojazd był „ślepą uliczką uniemożliwiającą dalszy rozwój ze względu na wysoką masę i gabaryty pojazdu”. Interesujący jest fakt, że w tym samym czasie, ze strony amerykańskiej prowadzono prace nad czołgiem T29 Heavy Tank, którego masa i gabaryty były zbliżone do Tigera II.
Największym atutem Tygrysa II było jego działo. Armata kalibru 88 mm była rozwinięciem tej stosowanej w pierwszym Tygrysie. Kaliber działa pozostał bez zmian, jednak wydłużenie lufy oraz zwiększenie ładunku miotającego naboju spowodowało znaczne zwiększenie siły ognia, celności i dystansu skutecznego rażenia. Podczas prób na poligonie uzyskano trafienia do celu oddalonego o 3500 m, zaś maksymalny zasięg działa określono na 3800 m. Położenie działa pozostawało takie samo, jak przed strzałem. W trakcie testu szybkostrzelności wystrzelono 9 pocisków w trakcie 35 sekund, co daje Tygrysowi II znaczną przewagę nad jego poprzednikiem, następnie oddano strzały do celu ruchomego poruszającego się z prędkością 30 km/h, znajdującego się w odległości 2700 metrów – z pięciu wystrzelonych pocisków trzy trafiły w cel. Obsługa armaty także nie była trudna, celowniczy namierzał z łatwością cel obracaną elektrycznie wieżą, potem wystarczyło nacisnąć spust. Według instrukcji to działo było stuprocentowo skuteczne na odległość od 2500 do 3000 m. Armata Tygrysa w rękach doświadczonego czołgisty stanowiła niezwykle niebezpieczną broń nawet na bardzo dużych dystansach.
Na podstawie szczegółowych badań wywnioskowano, że Tygrys II powstał przede wszystkim z myślą o morderczych walkach na froncie wschodnim, gdzie potężna armata miała niszczyć czołgi i inne opancerzone cele z bezpiecznej odległości, a gruby pancerz miał chronić przed ostrzałem przeciwnika. Wielkie otwarte przestrzenie Rosji miały być „królestwem” nowego Tygrysa, jednak szybkie postępy Rosjan oraz konieczność walki na dwa fronty zmusiła Niemców do użycia czołgów wbrew ich przeznaczeniu. W podsumowaniu przyznano jednak, że Pantery, Tygrysy I oraz II stanowiły niezwykle niebezpieczną broń, z którą należy bezwzględnie liczyć się na polu bitwy nawet w przypadku przewagi liczebnej.

## Pojazdy na bazie Tygrysa II

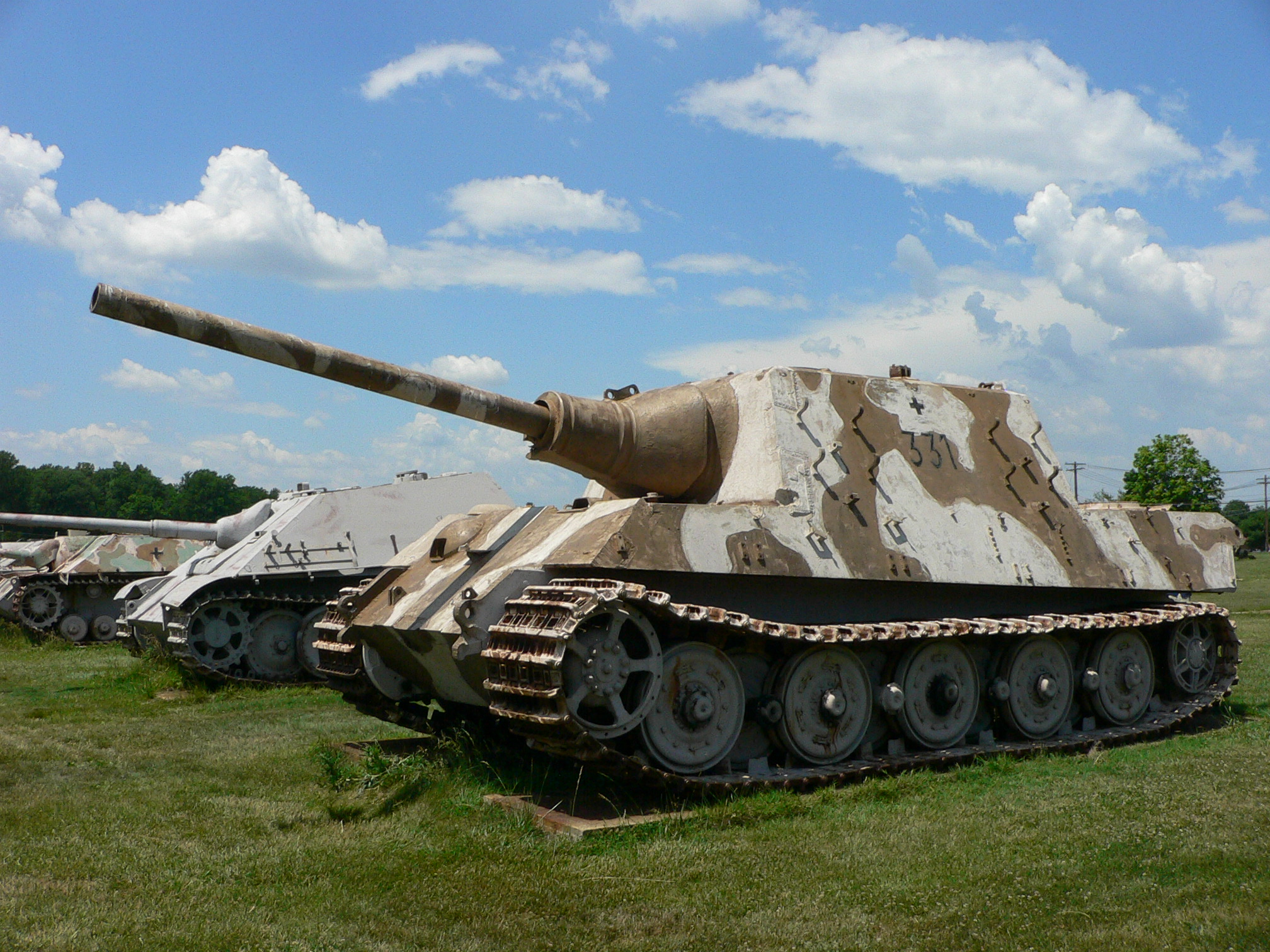
Jagdtiger

Na bazie pojazdu powstał niszczyciel czołgów Jagdtiger Ausführung B Sd.Kfz.186. Prototyp zbudowały zakłady Nibelungen w kwietniu 1944 roku. W listopadzie tego samego roku pojazdy te trafiły na front. Były używane między innymi przez 653 batalion ciężkich niszczycieli czołgów. Zbudowano 74 egzemplarze.